# Santa Isabel (métro de Santiago)
Pour les articles homonymes, voir Santa Isabel.
Santa Isabel est une station de la Ligne 5 du métro de Santiago, dans la commune de Providencia.

## La station
La station est ouverte depuis 1997.
Elle est desservie par la ligne 5 du métro de Santiago

## Origine étymologique
Son nom est parce qu'il est situé juste en dessous de l'intersection de l'avenue Général Bustamante avec l'avenue Santa Isabel.